# وديع إدوارد سعيد
وديع إدوارد وديع سعيد (20 أغسطس 1967 - ) مؤرخ وباحث مسيحي فلسطيني أمريكي.

## سيرته
وديع إدوارد سعيد أستاذ للقانون في جامعة ساوث كارولينا في الولايات المتحدة الأمريكية، خريج جامعتي كولومبيا وبرنستون. وهو ابن إدوارد سعيد من مريم السعيد. بالإضافة إلى كتبه كتبت، وديع إدوارد سعيد أيضا لفاينشيال تايمز، مجلة الشرق الأوسط، المجلة الدولية لدراسات الشرق الأوسط وموسوعة الإسلام.
ولد وديع إدوارد سعيد في الولايات المتحدة عام 1967، وهو ابن إدوارد سعيد
وعمته روزماري سعيد زحلان وحفيد وديع سعيد رجل أعمال فلسطيني مسيحي ثري ومواطن أمريكي، يعمل أستاذا للقانون في جامعة ساوث كارولينا في الولايات المتحدة الأمريكية، خريج جامعتي كولومبيا وبرنستون، وحاصل على شهادات تقدير من مؤسسات علمية وقانونية وصاحب دراسات عديدة في القانون الدولي، واللجوء السياسي، وحقوق الإنسان ومؤلف كتاب «جرائم الإرهاب: القانون والسياسة في قضايا الإرهاب الفيديرالية» (بالإنجليزية عن دار نشر جامعة أكسفورد).

## منشوراته
- كتاب “جرائم الإرهاب: القانون والسياسة في قضايا الإرهاب الفيديرالية”.[2]
- صناعة دول الخليج الحديثة: الكويت، البحرين، قطر، الإمارات العربية المتحدة وعمان. إيثاكا بريس، 1998.
- مراجعة كتاب من قبل بروكس ورامبلمير؟، في مجلس سياسة الشرق الأوسط.[3]